# 约翰·哈蒂根
约翰·哈蒂根（英語：John Hartigan，1940年2月28日—2020年6月1日），美国男子赛艇运动员。他曾代表美国参加1979年和1983年泛美运动会赛艇比赛，获得一枚金牌和一枚铜牌。他也曾参加1968年和1976年夏季奥运会。